# Subantarctia fiordensis
Subantarctia fiordensis là một loài nhện trong họ Orsolobidae.
Loài này thuộc chi Subantarctia. Subantarctia fiordensis được Raymond Robert Forster miêu tả năm 1956.